# Gehobener technischer Dienst in der Bundeswehrverwaltung – Fachrichtung Wehrtechnik –

Logo der Bundeswehr

Der gehobene technische Dienst in der Bundeswehrverwaltung – Fachrichtung Wehrtechnik – ist in Deutschland ein fachspezifischer Vorbereitungsdienst für die Laufbahn des gehobenen technischen Verwaltungsdienstes. Ziel des Vorbereitungsdienstes ist es, die für eine vielseitige Verwendung in der Fachrichtung Wehrtechnik des gehobenen technischen Verwaltungsdienstes der Bundeswehr erforderlichen allgemeinen und wehrtechnischen Kenntnisse und Fähigkeiten zu vermitteln (§ 1 Abs. 1 GtDBWVAPrV).

## Allgemeines
Die Anwärter werden im Vorbereitungsdienst mit der Wehrtechnik und dem technischen Projektmanagement vertraut gemacht. Sie lernen, ihr Hochschulwissen entsprechend den wehrtechnischen und wirtschaftlichen Erfordernissen anzuwenden. Darüber hinaus werden sie mit den einschlägigen rechtlichen Grundlagen vertraut gemacht. Ihr Verständnis für technische, wirtschaftliche und administrative Zusammenhänge wird gefördert. Allgemeine berufliche Fähigkeiten, insbesondere zur Kommunikation und Teamarbeit, zum kritischen Überprüfen des eigenen Handelns und zum selbständigen und wirtschaftlichen Handeln, sowie die soziale Kompetenz sind zu fördern (§ 1 Abs. 2 GtDBWVAPrV).
Der Schwerpunkt der Ausbildung ist auf eines der sechs folgenden Fachgebiete ausgerichtet (§ 1 Abs. 3; § 14 S. 1 GtDBWVAPrV):
1. Kraftfahr- und Gerätewesen (KG; wehrtechnische Besonderheiten bei Fahrzeugen, Anlagen und Geräten, Baugruppen, Betrieb und Sonderfragen),
2. Luft- und Raumfahrtwesen (LR; militärische Fluggeräte, Bord- und Bodenausrüstung für militärische Fluggeräte, Zulassungswesen),
3. Schiffbau und Schiffsmaschinenbau (SSm; Entwurf und Konstruktion von Marineschiffen, schiffstechnische Anlagen, Waffen- und Führungsanlagen, Sondergebiete bei dem Entstehungsgang und bei der Nutzung von Wehrmaterial See),
4. Informationstechnik und Elektronik (ITE; Informationsgewinnung und -übertragung und -verarbeitung, Systemtechnik),
5. Elektrotechnik und Elektroenergiewesen (EE; wehrtechnische Forderungen, Energieversorgung, Regelung und Steuerung, elektrische Anlagen in Waffensystemen) oder
6. Systembewaffnung und Effektoren (SBE).

Der Vorbereitungsdienst besteht aus einer berufspraktischen Studienzeit, wenn die für die Laufbahnaufgaben erforderlichen wissenschaftlichen und methodischen Kenntnisse durch ein mit einem Bachelorgrad abgeschlossenes Hochschulstudium oder durch einen gleichwertigen Abschluss nachgewiesen werden, oder einem Bachelorstudium mit integrierten berufspraktischen Studienzeiten (§ 2 GtDBWVAPrV).
folgende Ausbildungsabschnitte sind vorgesehen (§ 10 Abs. 1 GtDBWVAPrV):
1. Lehrgang „Aufgaben und Organisation der Bundeswehr und Statusfragen“,
2. Vorstellung der Verwendungsmöglichkeiten in der Fachrichtung Wehrtechnik des gehobenen technischen Verwaltungsdienstes,
3. Lehrgang „Allgemeine Wehrtechnik“,
4. Lehrgang „Technisches Projektmanagement“,
5. Lehrgang „Wirtschaftlichkeit im Projektmanagement“,
6. Lehrgang „Fachtechnische Grundlagen einzelner wehrtechnischer Fachgebiete“,
7. Lehrgang „Rechtsgrundlagen in der Praxis“ (Vermittlung der für die spätere Aufgabenwahrnehmung notwendigen Rechts- und Verwaltungskenntnisse) und
8. praktische Ausbildung (Ergänzung des Wissens um wehrtechnische sowie wirtschaftliche Kenntnisse; Vertiefung des in den Lehrgängen erworbenen Wissens; interdisziplinäre Anwendung in der Praxis.)

Im Lehrgang „Allgemeine Wehrtechnik“ werden den Anwärtern fachgebietsübergreifende wehrtechnische Inhalte, sicherheitspolitische Aspekte und allgemeine bundeswehrspezifische Themen vermittelt. Im Lehrgang „Technisches Projektmanagement“ werden die Anwärter mit den allgemeinen Grundlagen des technischen Projektmanagements im Rüstungsbereich sowie den bundeswehrspezifischen Verfahren und Methoden des Projektmanagements vertraut gemacht. Im Lehrgang „Wirtschaftlichkeit im Projektmanagement“ werden den Anwärtern aufgabenspezifisch Grundkenntnisse der Betriebs- und Volkswirtschaftslehre, Kenntnisse der verschiedenen Methoden und Verfahren der Wirtschaftlichkeitsbetrachtungen und Grundkenntnisse im Haushaltsrecht vermittelt (§ 13 Abs. 1–3 GtDBWVAPrV).

## Personalauswahl

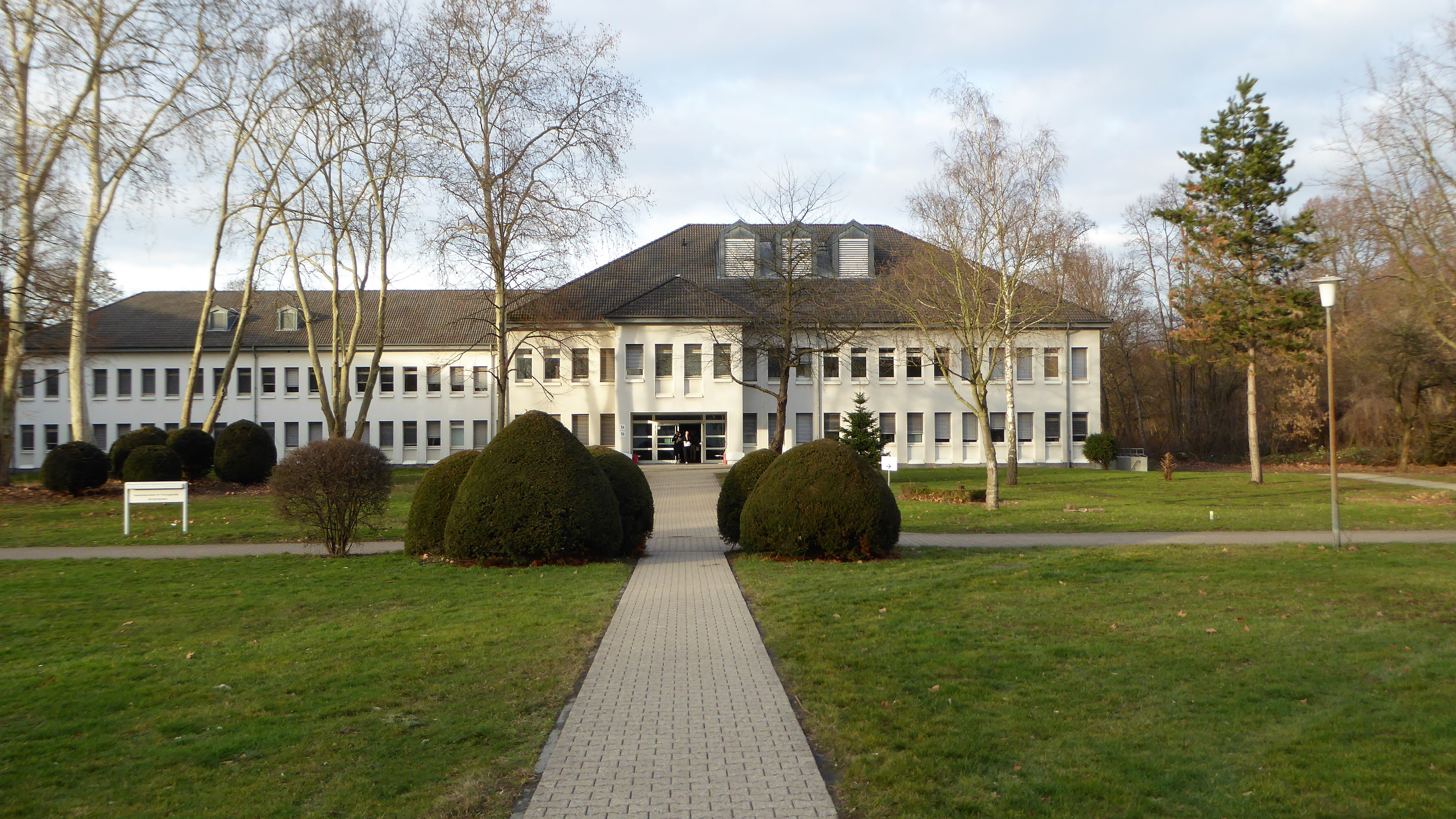
Assessmentcenter für Führungskräfte der Bundeswehr (2019)

Die Personalauswahl erfolgt am Assessmentcenter für Führungskräfte der Bundeswehr in Köln. In den Vorbereitungsdienst kann eingestellt werden, wer die gesetzlichen Voraussetzungen für die Berufung in das Dienstverhältnis eines Beamten erfüllt und (z. B. grundsätzlich die deutsche Staatsangehörigkeit, 50. Lebensjahr noch nicht vollendet) und die Fachhochschulreife nachweist oder einen Bachelor- oder einen gleichwertigen Abschluss in einem Studienfach besitzt, das einem der Fachgebiete des Vorbereitungsdienstes zugeordnet werden kann (§ 5 GtDBWVAPrV), sich bereit erklärt, an Auslandseinsätzen der Bundeswehr teilzunehmen sowie zustimmt, nach Abschluss des Studiums und Bestehen der Laufbahnprüfung mindestens fünf Jahre als Beamter des gehobenen technischen Verwaltungsdienstes tätig zu sein.
In der Regel beginnt der Bewerbungsprozess über eine Kontaktaufnahme mit dem Karriereberater. Der Kontakt kann aber auch selbständig über das Bewerbungsportal der Bundeswehr initiiert werden. Das in der Folge zu absolvierende Assessment für den fachspezifischen Vorbereitungsdienst ist ein zweistufiges Verfahren, das am Assessmentcenter für Führungskräfte der Bundeswehr durchgeführt wird. Im ersten Teil, der in der Regel nicht mehr als drei Stunden dauert, werden unten angeführte computergestützte Testverfahren absolviert:
- Mathematikkompetenztest
- Matrizentest
- verbale Intelligenz
- mechanische Kenntnisse
- elektrotechnisches Verständnis

Wenn diese erste Phase erfolgreich bewältigt wurde, also die Testergebnisse für einen späteren Studienerfolg sprechen, werden die Bewerber zum zweiten Teil des Auswahlverfahrens eingeladen. Diese Phase hat eine ganztägige Dauer und umfasst folgende Aufgabenstellungen:
- einen Aufsatz aus den Bereichen Politik, Technik oder Soziales
- ein Kurzvortrag zu einem allgemeintechnischen Sachverhalt
- ein Rundgespräch mit Fragen zum technischen Verständnis, Beamten- und Staatsrecht sowie dem angestrebten Studium
- ein Bewerbungsgespräch zur persönlichen Motivation und Identifikation mit dem Arbeitgeber Bundeswehr

## Duales Studium

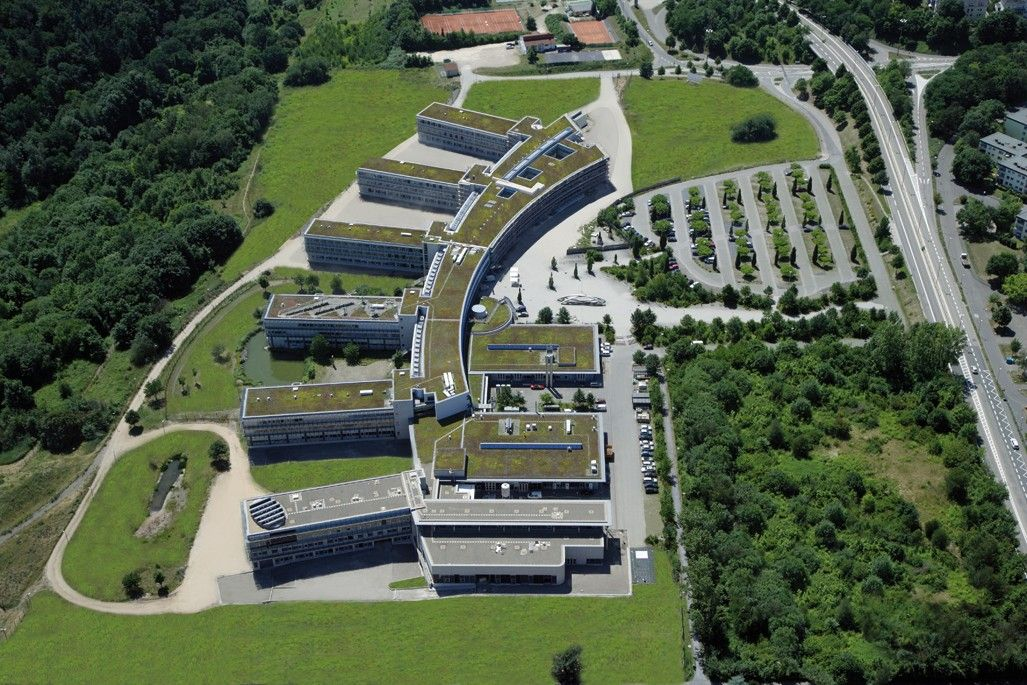
RheinMoselCampus der Hochschule Koblenz

Die Ausbildung umfasst sowohl die Laufbahnausbildung zum Beamten im gehobenen technischen Verwaltungsdienst mit der Fachrichtung Wehrtechnik als auch ein technisches Studium mit dem Abschluss Bachelor of Engineering beziehungsweise Bachelor of Science. Die akademische Ausbildung kann an folgenden Hochschulen erfolgen:
- Universität der Bundeswehr München (Fachhochschulstudiengang Wehrtechnik)
- Duale Hochschule Mannheim
- Duale Hochschule Ravensburg (Campus Friedrichshafen)
- Hochschule Wilhelmshaven
- Hochschule Bremen
- Hochschule Sankt Augustin
- Hochschule Mannheim
- Hochschule Koblenz

Als Studiengänge werden angeboten:
- Allgemeiner Maschinenbau
- Elektrotechnik
- Energietechnik und erneuerbare Energien
- Informatik
- Informationstechnik
- Informations- und Elektrotechnik
- Luftfahrzeugtechnik
- Luft- und Raumfahrttechnik
- Marinetechnik
- Mechatronik
- Technische Informatik

Mit Beginn der Laufbahnausbildung werden die Anwärter zu Beamten auf Widerruf ernannt. Nach erfolgreichem Studium und Laufbahnausbildung erfolgt die Ernennung zum Beamten auf Probe und in der Regel nach drei Jahren zum Beamten auf Lebenszeit. Die Absolventen werden zum Beispiel im Bundesamt für Ausrüstung, Informationstechnik und Nutzung der Bundeswehr (BAAINBw), einer wehrtechnischen Dienststelle oder internationalen Einrichtungen der Rüstungskooperation tätig und arbeiten oft mit Vertretungen europäischer Partnerstaaten, den USA sowie der ausländischen Industrie zusammen.

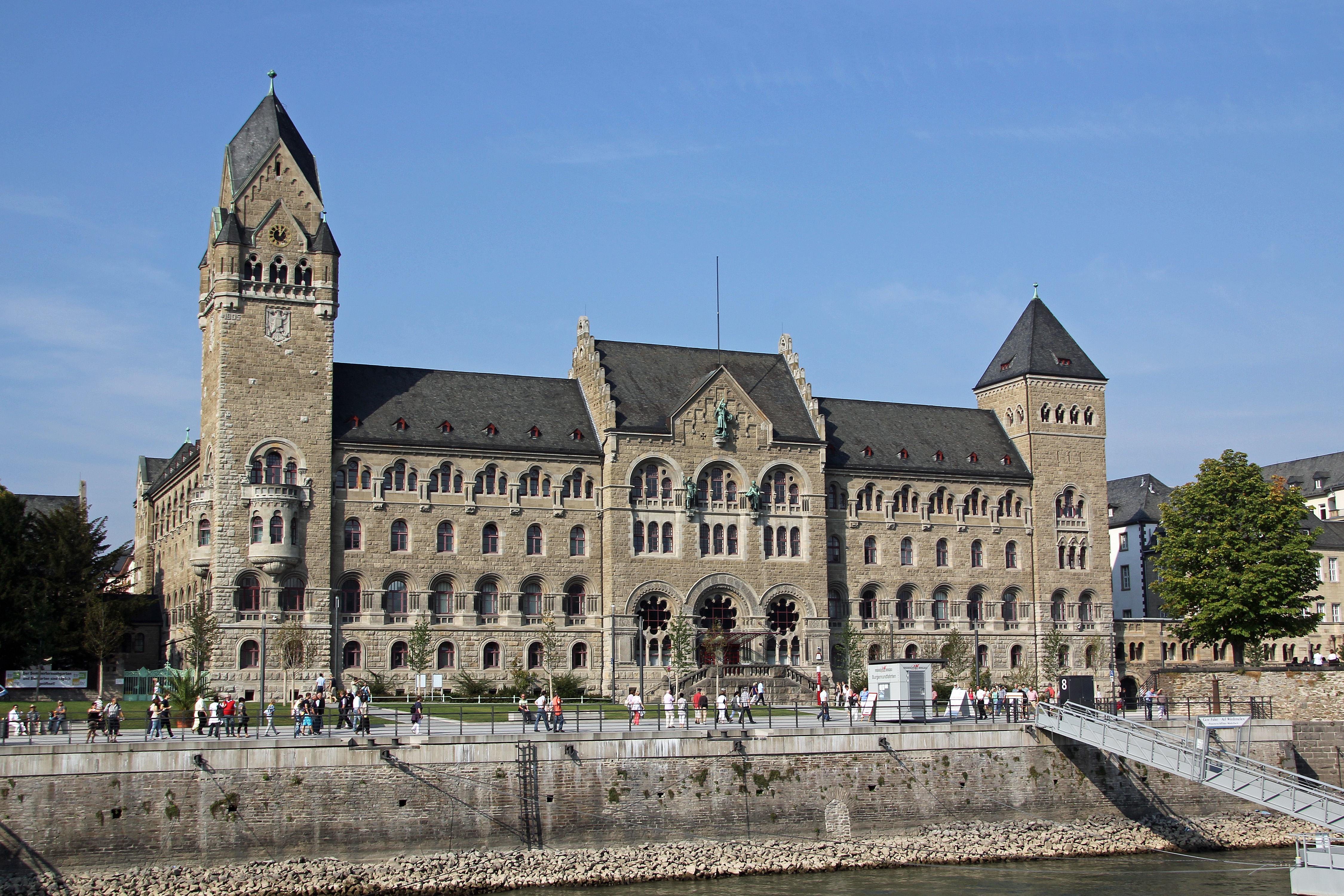
Sitz der Leitung BAAINBw im Preußischen Regierungsgebäude in Koblenz

## Amtsbezeichnungen
Dem gehobenen technischen Dienst mit integriertem Studium sind Ämter der Besoldungsgruppen A 9 bis A 13 der Bundesbesoldungsordnung des Bundesbesoldungsgesetzes zugeordnet:
| Besoldungsgruppe | Amtsbezeichnung                                                                          | entsprechender Dienstgrad           |
| ---------------- | ---------------------------------------------------------------------------------------- | ----------------------------------- |
| A 9              | Technischer Inspektor Technischer Regierungsinspektor (TRI)                              | Leutnant Leutnant zur See           |
| A 10             | Technischer Oberinspektor Technischer Regierungsoberinspektor (TROI)                     | Oberleutnant Oberleutnant zur See   |
| A 11             | Technischer Amtmann (TA)/Technische Amtfrau (TAfrau) Technischer Regierungsamtmann (TRA) | Hauptmann Kapitänleutnant           |
| A 12             | Technischer Amtsrat (TAR) Technischer Regierungsamtsrat (TRAR)                           | Hauptmann Kapitänleutnant           |
| A 13             | Technischer Oberamtsrat (TOAR) Technischer Regierungsoberamtsrat (TROAR)                 | Stabshauptmann Stabskapitänleutnant |